# Rubén Olivera (músico)
Rúben Olivera (20 de octubre de 1954, Montevideo) es un compositor, guitarrista y cantante de música popular uruguaya. También se dedica a la labor docente, así como a la investigación y difusión en torno a las relaciones entre música y cultura. 
Desarrolla una militancia en torno a los Derechos Humanos.

## Biografía
A la edad de ocho años comenzó sus estudios de guitarra, los cuales continuaron posteriormente en Argentina.
Pertenece al grupo de artistas de la llamada Generación del 78, la cual incluye además a Leo Maslíah y Fernando Cabrera, entre otros. En 1979 compone, junto a Mauricio Ubal la canción "A redoblar" la cual se convirtió en un símbolo de resistencia en contra de la dictadura cívico-militar que gobernaba el país. Un hermano suyo fue detenido desaparecido en Buenos Aires en 1978.  Al mismo le dedica la canción "Visitas".
En 1980 edita, para el sello discográfico Ayuí / Tacuabé su primer fonograma solista llamado "Pájaros". En años siguientes edita "Rúben Olivera vol. 2", "Álbum de fotos y canciones" y "Lugares comunes", entre otros. 
Participa de varios ciclos de recitales, como "La Rueda Gigante" de 1995, realizado junto a Mauricio Ubal y Títeres Girasol, galardonado con el premio Florencio a Mejor Espectáculo Musical.
Ha compuesto música para obras de teatro como “Juan Moreira”, Teatro Circular  (nominado a Mejor Música en el Premio Florencio, 1987), “Ah, Machos”, Teatro Circular  (compartida con Leonardo Croatto, 1988) y para video, como “Héctor, El Tejedor” de José Pedro Charlo, 2000.  
Desde 2000 es asesor de música popular para los Premios Morosoli, Fundación Lolita Rubial, Minas, Lavalleja.
En 2024 fue ganador del premio Morosolli de plata en Música - Música Popular
Colabora con artículos sobre música, cultura y derechos humanos en distintas publicaciones. Ha realizado programas de investigación y documentación musical en radio y televisión. Desde 1977 se dedica a la docencia musical.

## Estudios y docencia
Estudió guitarra y educación musical con Lilian Gatto (1962-1969). Radicado en Buenos Aires (1972) estudió canto y guitarra con Lucila Saab, armonía y arreglos musicales sobre formas folclóricas con Edgar Tucho Spinazzi. A su regreso a Uruguay (1978) estudió con Coriún Aharonián y Graciela Paraskevaídis y continuó realizando cursos de materias diversas. Participó como alumno en el 8.º (1979) y en el 9.º (1980) Curso Latinoamericano de Música Contemporánea, CLAMC, ambos realizados en Brasil.
En 1977 comienza su labor como docente de música y al año siguiente ya incluye la realización de talleres de composición de canciones. Es cofundador del Taller Uruguayo de Música Popular (TUMP-1983) e integró el cuerpo docente del Núcleo de Educación Musical, Nemus. 
Participó como docente en el 11.º (1982) y 14.º (1985) Curso Latinoamericano de Música Contemporánea, CLAMC, realizados en Brasil y Uruguay, y en el 2.º (1984) y 5.º (1988) Taller Latinoamericano de Música Popular, TLAMP, realizados en Argentina y Colombia.
Llevó adelante talleres de materias compositivas para el TUMP y para la Intendencia de Montevideo (Proyectos Esquinas y Guitarra Negra).
A partir de 2012 realizó cursos de actualización docente para la Inspección Nacional de Secundaria, así como cursos curriculares para la Tecnicatura de Turismo del Estado, la Tecnicatura de Gestoría Cultural del CLAEH y la Escuela Universitaria de Música.
En 2021 ingresa por llamado a la Escuela Universitaria de Música (actual Instituto de Música) como Grado 3 de la Unidad Académica de Músicas Populares en Integración.
En 2016 viajó invitado por el Ministerio de Cultura de Paraguay a dar una charla y recital en el “Primer Simposio sobre la Música Paraguaya en el siglo XXI: situación actual y perspectivas de futuro”. Ha dado numerosas charlas sobre “Lenguaje musical e identidad” en distintos ámbitos de educación privada y oficial.
Actuó como jurado en el Festival de La Paz (Canelones, 1985); en la 5.º edición del Premio de Musicología de Casa de las Américas (La Habana, Cuba, 1993); en el 12 Musicanto Sudamericano (Santa Rosa, Río Grande del Sur, Brasil, 1994); en el 2.º Encuentro de Música Instrumental, Festival de Montevideo (IMM, Uruguay 1995; elegido por los concursantes); en el Concurso “Sub 20” de jóvenes compositores (IMM-TUMP, 1998, Uruguay; elegido por los concursantes).

## Actuaciones
De 1972 hasta 1978 realiza en Argentina conciertos de guitarra y recitales de canciones. 
En 1978 regresa a Uruguay y comienza una activa participación en recitales.
Ha realizado actuaciones en Colombia, Brasil, Suecia, Alemania, Argentina, Bélgica, Cuba y Paraguay. En 1993, en el Teatro Solís, abre la primera actuación de Caetano Veloso en Uruguay.
Canciones suyas han sido interpretadas y/o grabadas por Pepe Guerra, Fernando Cabrera, Jorge Drexler, Washington Carrasco y Cristina Fernández, Pablo Estramín, Liliana Herrero, coro Philippine Madrigal Singer, entre otros.
Su repertorio tiene canciones como “A redoblar” (coautoría con Mauricio Ubal), “Himno de las cooperativas" (canción institucional de FUCVAM), “Flores en el mar”, “Interiores”, etc. 
Además de actuar como solista ha formado dúo con Mauricio Ubal, Héctor Numa Moraes, Diego Kuropatwa y Ernesto Díaz. 

## Otras actividades
Desde 1979 es miembro del equipo de trabajo de Ediciones Discográficas Ayuí/Tacuabé. 
Entre 1999 y 2001 llevó adelante dos programas en tevé Ciudad (canal de la Intendencia de Montevideo): “Músicos en la ciudad" y "Cajón de música". En "Músicos en la ciudad" realizó más de treinta entrevistas a compositores históricos como Amalia de la Vega, Anselmo Grau, Aníbal Sampayo, Héctor Tosar, etcétera. Para el programa "Cajón de música", se relevó, digitalizó y emitió filmaciones musicales (recitales, documentales, etc) realizados en la década del ’80. Este programa recibió en 2000 el Premio Tabaré a Mejor Programa Televisivo de Difusión Cultural.
Entre 2006 y 2019 fue conductor por Emisora del Sur (FM 94.7 y 1290 AM, RNU, actual Radio Cultura, Medios Públicos) del programa “Sonidos y silencios” en donde analizaba la música, la voz hablada y el paisaje sonoro. En 2006 “Sonidos y silencios” recibió el Premio Tabaré a Mejor Programa Radial de Difusión Cultural obteniendo una nueva nominación en 2009. 
En 2013 se incorpora a la comisión honoraria del CDM (Centro Nacional de Documentación Musical Lauro Ayestarán, MEC). De 2017 a 2019 fue primero Coordinador y después Secretario Ejecutivo del CDM. 
En 2013 es convocado junto a Coriún Aharonián para escribir el libro “Música”, fascículo de la colección Nuestro Tiempo, editado por IMPO, MEC, que intentó plasmar una primera visión general de la música uruguaya. En 2014, con el apoyo de Fondos Concursables del MEC, edita por Tacuabé el libro “Sonidos y silencios. La música en la sociedad”, reeditado en 2015 con el apoyo del Fonam.
Colabora con artículos sobre música, cultura y derechos humanos en el semanario Brecha y en otras publicaciones.

## Discografía

### Vinilo
- Pájaros (Ayuí / Tacuabé a/e24k. 1980)
- Rúben Olivera vol. 2 (Ayuí / Tacuabé a/e42. 1983)
- Álbum de fotos y canciones (Ayuí / Tacuabé a/e61. 1987)
- Lugares comunes (Ayuí / Tacuabé a/e103k. 1991)

### Disco Compacto
- Una tarde de abril (Ayuí / Tacuabé ae197cd. 1998)
- Kuropa Olivera (junto a Diego Kuropatwa. Ayuí / Tacuabé ae347cd. 2010)
- Una mirada (Ayuí. 2023)

### Reediciones y recopilaciones
- Interiores (Ayuí / Tacuabé ae146cd. Reúne su 3.º y 4.º disco 1996)
- La chaura / Los otros días (disco compartido con Mauricio Ubal. Ayuí / Tacuabé pd 2010. 1999)
- Lo que son las cosas. Registro que incluye a los grupos Vale 4 (junto a Jorge Lazaroff, Jorge Di Pólito y Daniel Magnone); Mil-ongas (junto a Jorge Lazaroff y Jorge Di Pólito) y Lo que son las cosas (junto a Jorge Di Pólito y Horacio Olivera), 2011.
- Los otros días (reúne “Pájaros” y “Rubén Olivera 2”, 2013)

### Colectivos
- 5 del 78 (Ayuí, 1978)
- Tiempo de cantar (Ayuí, 1983)
- 7 Solistas (Ayuí a/e72k, 1988)